# Озерня
Озерня (пол. Jeziernia) — село в Польщі, у гміні Томашів Томашівського повіту Люблінського воєводства. Населення — 859 осіб (2011).

## Історія
За даними етнографічної експедиції 1869—1870 років під керівництвом Павла Чубинського, у селі здебільшого проживали римо-католики, меншою мірою — греко-католики, які розмовляли польською мовою.
У 1975—1998 роках село належало до Замойського воєводства.

## Демографія
Демографічна структура станом на 31 березня 2011 року:
|          | Загалом | Допрацездатний вік | Працездатний вік | Постпрацездатний вік |
| -------- | ------- | ------------------ | ---------------- | -------------------- |
| Чоловіки | 415     | 86                 | 284              | 45                   |
| Жінки    | 444     | 81                 | 257              | 106                  |
| Разом    | 859     | 167                | 541              | 151                  |